# A Busy Corner at Armour's
Pour plus de détails, voir Fiche technique et Distribution.
A Busy Corner at Armour (trad. litt. : « Un coin occupé chez Armour ») est un film américain muet et en noir et blanc sorti en 1901.

## Présentation
A Busy Corner at Armour fait partie d'une série d'une soixantaine de courts métrages documentaires commandés par la Armour and Company, une société agro-alimentaire américaine spécialisée dans le commerce de la viande et basée à Chicago. Chacun décrit un élément de la chaîne de fabrication : de l'acheminement des troupeaux de bétails jusqu'au découpage et à la distribution de la viande. Ils sont produits par la compagnie de William Nicholas Selig.
En 1906 sort le roman La Jungle du journaliste Upton Sinclair. La description qui est faite des conditions d'hygiène déplorables dans les abattoirs américains, inquiète l'opinion publique et pousse le président Roosevelt à demander une enquête. Celle-ci aboutira à la création des lois fédérales du Pure Food and Drug Act et du Federal Meat Inspection Act (en).
Plusieurs des courts métrages de Selig et Armour sont alors repris par les journaux de l'époque pour illustrer la situation, bien qu'aucun élément choquant ne soit visible. A Busy Corner at Armour en fait partie.
Un grand nombre de ces courts métrages sont désormais perdus.

## Fiche technique
- Titre original : A Busy Corner at Armour
- Titre(s) anglais alternatif(s) : Shipping Department. No. 3: Busy Corner
- Production : William Selig
- Société(s) de production : Selig Polyscope Company
- Pays d’origine :  États-Unis
- Lieu de tournage : Chicago
- Langue originale : muet
- Format : noir et blanc — 35 mm — 1.33,1
- Genre : court métrage documentaire
- Durée : moins de 4 minutes
- Dates de sortie :
  - États-Unis : 1er juin 1901